# Ya’erya (sockenhuvudort i Kina, Shanxi Sheng, lat 39,97, long 112,99)
Ya'erya är en sockenhuvudort i Kina. Den ligger i provinsen Shanxi, i den norra delen av landet, omkring 240 kilometer norr om provinshuvudstaden Taiyuan. Antalet invånare är 8 707. Befolkningen består av 4 257 kvinnor och 4 450 män. Barn under 15 år utgör 13,0 %, vuxna 15-64 år 78 %, och äldre över 65 år 8,0 %.
Runt Ya'erya är det tätbefolkat, med 257 invånare per kvadratkilometer. Närmaste större samhälle är Kouquan, 13,3 km öster om Ya'erya. Trakten runt Ya'erya består i huvudsak av gräsmarker.
Genomsnittlig årsnederbörd är 695 millimeter. Den regnigaste månaden är juli, med i genomsnitt 172 mm nederbörd, och den torraste är januari, med 4 mm nederbörd.